# بيست كنج (شاخن)
بيست كنج (بالفارسية: بیست‌کنج) هي مستوطنة تقع في إيران في قسم شاخن الريفي. يقدر عدد سكانها بـ 162 نسمة .